# Зверевский район
Зверевский район — административно-территориальная единица в составе Азово-Черноморского края, Каменской и Ростовской областей РСФСР, существовавшая в 1934—1963 годах. Административные центры района — рабочий посёлок Зверево (с 1934 по 1941 г.г.), рабочий посёлок Лиховской(с 1941 по 1963 гг.).

## История
На основании постановления Президиума ВЦИК РСФСР от 28 декабря 1934 года был образован Зверевский район в составе Северо-Донского округа Азово-Черноморского края. Районный центр находился в посёлке Зверево.
В состав района входили следующие сельсоветы: Аникинский, Владимирский, Б-Федоровский (Федоровский), Гуково-Гнилушинский, Гуковский, Грушевский, Долотинский, Дудкинский, Зверевский посёлок, Зайцевский, Комиссаровский, Ковалевский, Лиховской, Лиховской посёлок, Ново-Ровенецкий сельсовет, поссовет Краснопартизанский при совхозе, Садковский.
13 сентября 1937 года Зверевский район вошёл в состав Ростовской области.
18 июня 1941 года центр района был перенесён из рабочего посёлка Зверево в рабочий посёлок Лиховской.
В период с 6 января 1954 года по 19 ноября 1957 года  Зверевский район входил в состав Каменской области, а после её упразднения вновь вошёл в состав Ростовской области.
28 апреля 1962 года к Зверевскому району была присоединена часть территории упразднённого Красносулинского района.
В феврале 1963 года Зверевский район был упразднён, а его территория вошла в Каменский район Ростовской области.